# Paepalanthus triangularis
Paepalanthus triangularis là một loài thực vật có hoa trong họ Eriocaulaceae. Loài này được (L.) Körn. mô tả khoa học đầu tiên năm 1863.